# George Pătrănoiu
George Pătrănoiu (n. 4 august 1973 – d. 19 decembrie 2015) a fost un chitarist român, membru fondator al formației de pop rock Taxi, alături de care a cântat din 1999 până în 2006. A mai făcut parte din formațiile Metrock, Schimbul 3 și Krypton.

## Biografie
George Pătrănoiu a avut prima chitară acustică la vârsta de nouă ani. De mic a ascultat muzică rock, o influență majoră a avut-o Roger Waters de la Pink Floyd și considerând formația Pantera ca fiind preferata lui; din scena românească a genului i-a enumerat pe Cristi Minculescu de la Iris, și trupele Celelalte Cuvinte și Phoenix.
Prima formație din care Pătrănoiu a făcut parte s-a numit Asalt, alături de care a cântat în perioada 1989–1990. În 1991, a devenit membru al trupei Metrock, alături de care a lansat un singur album, A Kind of Hell (1994). Ulterior, Metrock s-a scindat, iar Pătrănoiu a cântat pentru o perioadă, în paralel, cu două trupe: Metrock și The Order. În prima jumătate a anilor 1990, Pătrănoiu a apărut pe scenele mai multor festivale de muzică rock. În 1996 a cântat cu Schimbul 3, formație cu care a lansat un album, iar în 1997 a făcut parte din Krypton, cu care a lansat albumul Am dormit prea mult (1998). În următoarea perioadă, Pătrănoiu a fondat trupa Act, alături de Sandu Costică, însă aceasta „nu a rezistat, căci nu au fost vremuri bune pentru rock”. În 1999, Pătrănoiu a fondat trupa Taxi împreună cu fostul său coleg de la Metrock, Adrian Borțun, și cu Dan Teodorescu. Alături de Taxi a lansat șase albume de studio și a activat timp de șapte ani. După plecarea din trupa Taxi, în 2006 împreună cu alți muzicieni (Ovidiu Condrea – tobe, Vlady Săteanu – bas), pune bazele trupei Raza.

### Deces
Pătrănoiu a fost diagnosticat cu cancer amigdalian. A suferit două operații în urma cărora boala părea că intră în remisie, însă aceasta a revenit în diferite forme. Pentru ajutorarea sa, trupele Taxi și Sarmalele Reci au susținut un concert caritabil în Berăria H din București, pe 6 decembrie 2015, cu două săptămâni înainte ca acesta să decedeze.

## Discografie
- A Kind of Hell (1994) – cu Metrock
- Schimbul 3 (1996) - cu Schimbul 3
- Am dormit prea mult (1998) – cu Krypton
- Criogenia salvează România (EP, 1999) – cu Taxi
- Trag un claxon (2000) – cu Taxi
- Comunitaru (EP, 2001)– cu Taxi
- Americanofonia (2001) – cu Taxi
- Digital Hero (2001) – cu Illegal Operation
- De cursă lungă (2002) - cu Taxi
- Rugina nu moare (2002) – cu M.S.
- C (2003) – cu Taxi
- Politică (2004) – cu Taxi
- A Breath of Fresh Air – cu M.S.
- A’ venit băieții!!! – cu M.S.